# Kraljeva Sutjeska
Kraljeva Sutjeska („Königsschlucht“) ist ein bosnisches Dorf in der Nähe der Industriestadt Kakanj. 

## Beschreibung
Im Mittelalter war es auch unter dem lateinischen Ortsnamen Curia Bani benannt. Diese Namensnennung leitete sich vom gleichnamigen Franziskanerkloster aus dem 14. Jahrhundert ab. Zudem zählt das Franziskanerkloster als Wahrzeichen des Ortes. In Kraljeva Sutjeska befand sich einst auch eine Burganlage.  
Die in der Nähe befindliche Festung Bobovac war Sitz bosnischer Könige aus der Kotromanić-Dynastie. Unter anderem residierte in Bobovac der bosnische König Tvrtko II. Der letzte König des Königreichs Bosnien, Stjepan Tomašević, wurde nach seiner Flucht aus Bobovac über Jajce im Jahre 1463 von den Osmanen in Ključ enthauptet. Seine Gemahlin Katarina Kosača-Kotromanić war die letzte bosnische Königin, sie konnte nach der Einnahme der königlichen Residenz durch die Osmanen im Jahre 1463 ins Exil nach Rom fliehen.

### Galerie

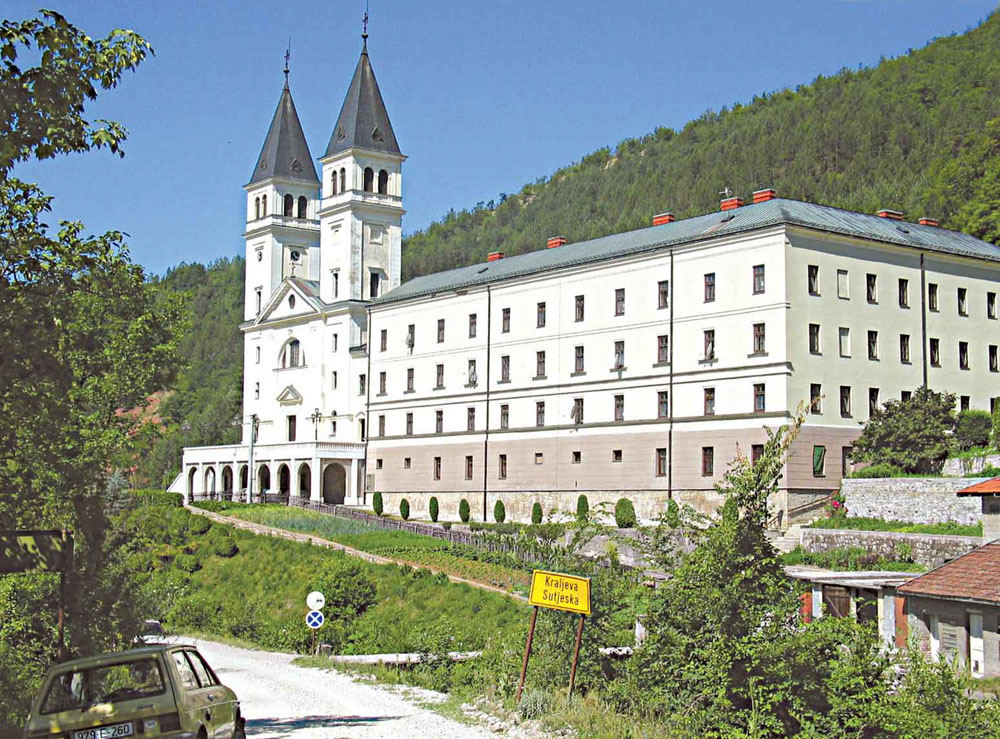
Franziskanerkloster von Kraljeva Sutjeska
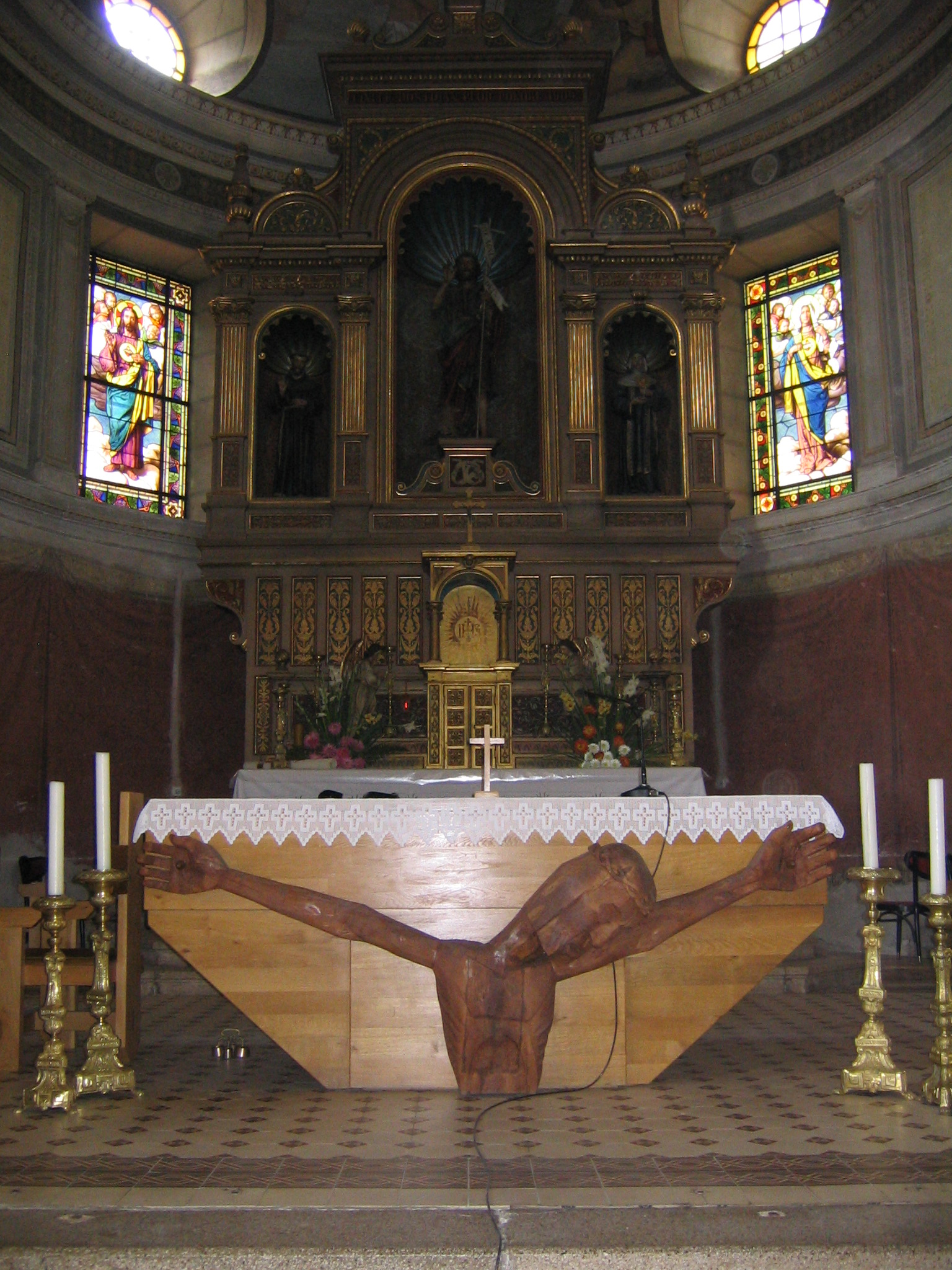
Der Altar im Franziskanerkloster wurde zum Nationaldenkmal Bosnien-Herzegowinas erklärt
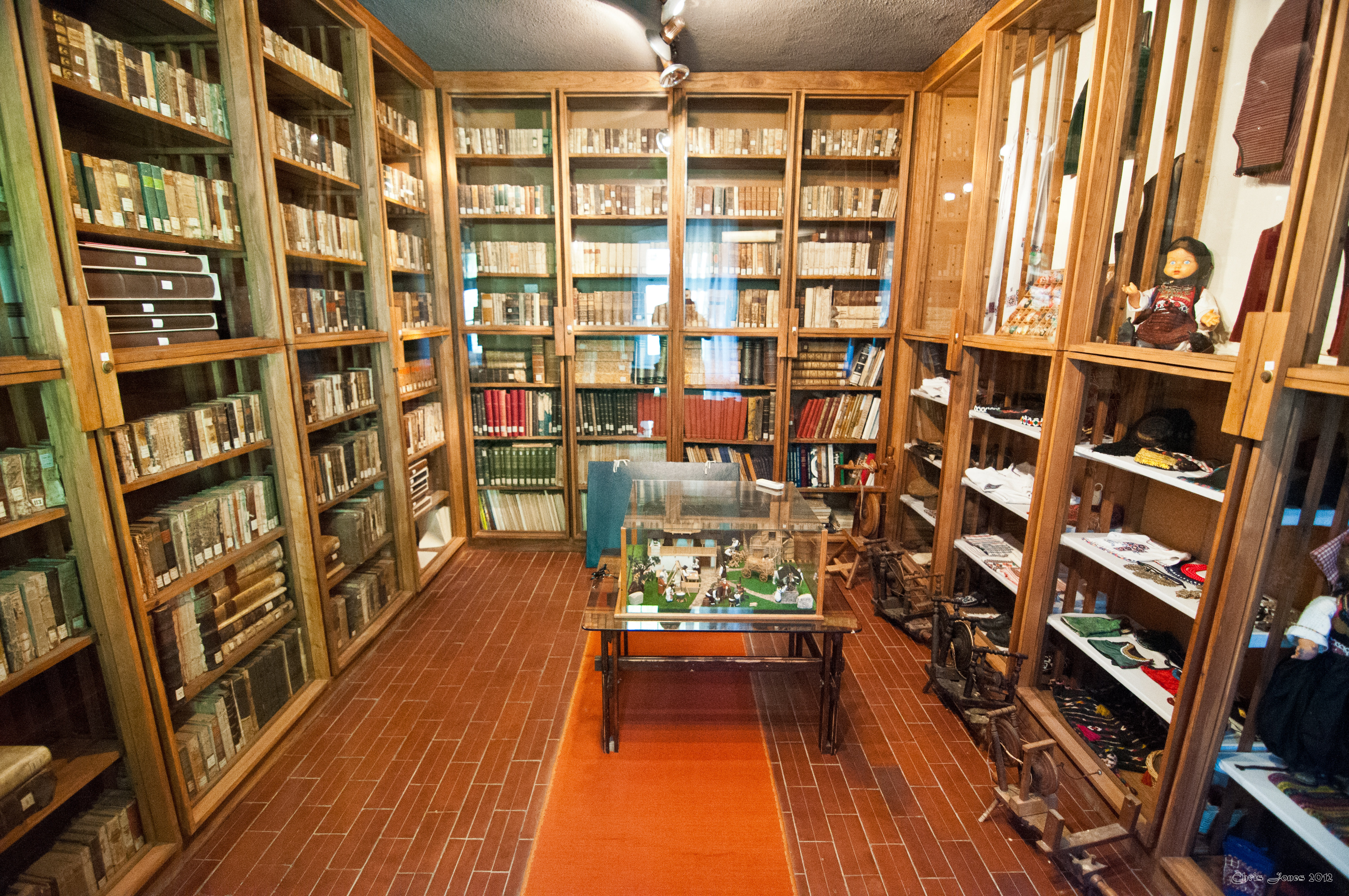
Bücherei und Museum des Franziskanerklosters

## Bevölkerung
Bei der Volkszählung 1991 bezeichneten sich etwa 92 % der Einwohner als Kroaten sowie jeweils 2,9 % als Bosniaken bzw. Jugoslawen.

## Historische Bauten in Kraljeva Sutjeska
- Das Dusper-Haus ist das älteste Haus von Kraljeva Sutjeska und Nationaldenkmal in Zentral-Bosnien. Es stammt aus dem frühen 18. Jahrhundert.
- Die Moschee des Ortes wurde im 15. Jahrhundert von Mehmed II. Fatih erbaut. Es handelt sich um eines der ältesten islamischen Gotteshäuser in Bosnien und Herzegowina.
- Das gleichnamige Franziskanerkloster Kraljeva Sutjeska wurde Mitte des 14. Jahrhunderts erbaut, bis heute der geistige und kulturelle Mittelpunkt dieser Gegend.